# Паскал Иванов
Паскал Иванов Бабаиванов е български революционер, одрински деец на Вътрешната македоно-одринска революционна организация.

## Биография
Паскал Иванов е роден в 1882 година в Лозенград, днес Къркларели, Турция, в семейството на бирника Иван и Кераца Бабаиванови. При събиране на данъците баща му е пребит от разбойници и умира и майка му остава вдовица с 5 момчета и 3 момичета. Паскал завършва училището в родния си град и постъпва в Одринската българска мъжка гимназия, откъдето е изпратен в Пловдивската гимназия, където учи с Михаил Герджиков. Герджиков го привлича във ВМОРО и Паскал Иванов отказва предложение да продължи обучението си в Швейцария и заминава за революционния пункт на ВМОРО в Бургас, където се включва в четата на Георги Кондолов. Постепенно се сближава с войводата и става секретар на четата. Иванов обикаля Странджа и организира революционни комитети и смъртни дружини. Присъства на Конгреса на Петрова нива през юни 1903 година. Участва в Илинденско-Преображенското въстание. След разгрома на въстанието и смъртта на Кондолов се оттегля с оглавената от Михаил Даев чета в България и след преминаване на българска територия в долината на Зеленковската река се самоубива.